# Lethe ragalva
Lethe ragalva är en fjärilsart som beskrevs av Hans Fruhstorfer 1911. Lethe ragalva ingår i släktet Lethe och familjen praktfjärilar. Inga underarter finns listade i Catalogue of Life.